# 링컨의 집에서 살아남기의 에피소드 목록
《링컨의 집에서 살아남기》는 크리스 사비노가 기획하고 2016년 5월 2일부터 니켈로디언에서 방영하는 미국의 TV 애니메이션 시리즈이다.

## 시리즈 개요
| 시즌 | 시즌   | 회수      | 방송 날짜       | 방송 날짜       |
| 시즌 | 시즌   | 회수      | 시즌 시작       | 시즌 종료       |
| ---- | ------ | --------- | --------------- | --------------- |
|      | 파일럿 | 파일럿    | 2014년 6월 5일  | 2014년 6월 5일  |
|      | 1      | 26        | 2016년 5월 2일  | 2016년 11월 8일 |
|      | 2      | 26        | 2016년 11월 9일 | 2017년 12월 1일 |
|      | 단편   | 추후 공개 | 2016년 4월 15일 | 추후 공개       |
|      | 3      | 26        | 2018년 1월 19일 | 2019년 3월 7일  |
|      | 4      | 26        | 2019년 5월 27일 | 2020년 7월 23일 |

## 에피소드

### 파일럿
| 번호 | 제목                               | 감독          | 작가                        | 스토리보드    | 원 방영일               |
| --- | ---------------------------------- | ------------- | --------------------------- | ------------- | ----------------------- |
| 1 | "The Loud House: Bathroom Break!!" | 크리스 사비노 | 크리스 사비노 & 스콧 크리머 | 크리스 사비노 | 2014년 6월 5일 (온라인) |
| 화장실에 가기 위해 여자형제의 여러 난관을 뚫고 지나가지만, 로리가 화장실 문을 가로막는다. 주 1: 이 에피소드는 원래 2013 니켈로디언 단편 애니메이션 프로그램에서 선정된 파일럿이다. 주 2: 파일럿에서 링컨의 목소리는 숀 라이언 폭스가 맡았다. |                                    |               |                             |               |                         |

### 단편
| 전체 번호 | 시즌 번호 | 제목            | 감독      | 작가                               | 스토리보드              | 방송 날짜                | 제작 번호 |
| --- | --------- | --------------- | --------- | ---------------------------------- | ----------------------- | ------------------------ | --------- |
| 2 | 2         | "Slice of Life" | 카일 마샬 | 크리스 사비노                      | 조던 로사토 & 카일 마샬 | 2016년 4월 15일 (온라인) | 추후 공개 |
| 링컨과 그의 여자 형제는 마지막 남은 피자 한 조각을 두고 다툰다. 주: 2015 미니 코믹 Lincoln Loud's ABCs of Getting the Last Slice를 각색한 것이다. |           |                 |           |                                    |                         |                          |           |
| 3 | 3         | "Deuces Wild"   | 추후 공개 | 칼라 사카스 슈롭셔 & 크리스 사비노 | 추후 공개               | 추후 공개                | 추후 공개 |
| 주: 2016 미니 코믹을 각색해서 만들어질 예정이다.                                                                                                  |           |                 |           |                                    |                         |                          |           |

### 시즌 1 (2016)
| 전체 번호 | 시즌 번호 | 원제 한국어판 제목                                           | 작가                               | 스토리보드        | 본 방송 날짜    | 제작 번호 | 미국 시청자 수 (100만) |
| --- | --------- | ------------------------------------------------------------ | ---------------------------------- | ----------------- | --------------- | --------- | ---------------------- |
| 1a | 1a        | "Left in the Dark" "어둠 속에 남겨지다"                      | 크리스 사비노 & 칼라 사카스 슈롭셔 | 크리스 사비노     | 2016년 5월 2일  | 001       | 2.07                   |
| 링컨은 가장 좋아하는 리얼리티 쇼를 보기 위해 다른 경쟁자인 여자 형제들을 회유하지만, 정전이 그의 걸림돌이 된다. 주: 이 에피소드는 2015년 6월 11일 샌디에이고 코믹콘 인터내셔널에서 먼저 선보였다. 또한 2016년 2월 5일 aTVfestIt에서 상영되었다. |           |                                                              |                                    |                   |                 |           |                        |
| 1b | 1b        | "Get the Message" "메시지를 지워라"                          | 알렉 쉼머                          | 카일 마샬         | 2016년 5월 2일  | 008       | 2.07                   |
| 링컨은 자신이 로리의 스마트폰에 남긴 메시지를 지우기 위해 클라이드의 도움을 받는다. |           |                                                              |                                    |                   |                 |           |                        |
| 2a | 2a        | "Heavy Meddle" "간섭쟁이 형제들"                             | 아바 트래머                        | 미겔 푸가         | 2016년 5월 3일  | 004       | 1.79                   |
| 링컨은 학교에서 괴롭힘을 당하지만, 여자 형제가 참견하지 않길 원한다. |           |                                                              |                                    |                   |                 |           |                        |
| 2b | 2b        | "Making the Case" "링컨과 트로피"                            | 칼라 사카스 슈롭셔                 | 대린 맥고완       | 2016년 5월 3일  | 007       | 1.79                   |
| 링컨은 비디오 대회에서 상을 타기 위해 라우드 자매의 사생활을 몰래 녹화한다. |           |                                                              |                                    |                   |                 |           |                        |
| 3a | 3a        | "Driving Miss Hazy" "면허증 따기 대작전"                     | 칼라 사카스 슈롭셔                 | 조던 로사토       | 2016년 5월 9일  | 011       | 1.74                   |
| 로리의 차를 타기 위해 잡일을 해주는데 지친 링컨은 레니가 운전시험에 합격하도록 돕는다. |           |                                                              |                                    |                   |                 |           |                        |
| 3b | 3b        | "No Guts, No Glori" "대장이 된 링컨"                         | 헤일리 맨시니                      | 미겔 푸가         | 2016년 5월 10일 | 012       | 1.85                   |
| 링컨과 나머지 자매들은 베이비시터인 로리의 압제에 들고 일어난다. 하지만 링컨은 자매들이 집안을 어지르는 걸 보고 로리가 필요악이었다는 것을 깨닫는다. |           |                                                              |                                    |                   |                 |           |                        |
| 4a | 4a        | "A Tale of Two Tables" "어른 식탁"                           | 마이클 루비너                      | 대린 맥고완       | 2016년 5월 6일  | 013       | 1.74                   |
| 클라이드는 링컨이 어른 식탁에게 앉을 정도로 충분히 성숙하단 걸 증명하기 위해 돕는다. 주: 이 에피소드는 Nick.com에 공개되었으며, 2016년 4월 1일 디지털 플랫폼으로 출시되었다. |           |                                                              |                                    |                   |                 |           |                        |
| 4b | 4b        | "The Sweet Spot" "달콤 구역"                                 | 케빈 설리번                        | 카일 마샬         | 2016년 5월 6일  | 014       | 1.74                   |
| 라우드 가족은 밴으로 장거리 여행을 가게 된다. 링컨은 자신이 가장 좋은 자리에 앉아야 한다고 주장한다. 주: 이 에피소드는 Nick.com에 공개되었으며, 2016년 4월 1일 디지털 플랫폼으로 출시되었다. |           |                                                              |                                    |                   |                 |           |                        |
| 5a | 5a        | "Project Loud House" "발표 숙제 성공 대작전"                 | 크리스 사비노 & 마이클 루비너      | 크리스 사비노     | 2016년 5월 5일  | 003       | 1.78                   |
| 링컨은 과제를 학교까지 제시간 내에 무사히 가져가려고 하지만, 여자 형제들은 문 바깥으로 나갈 생각을 않는다. |           |                                                              |                                    |                   |                 |           |                        |
| 5b | 5b        | "In Tents Debate" "여행 장소 정하기"                         | 밥 밋텐탈                          | 에드 베이커       | 2016년 5월 5일  | 010       | 1.78                   |
| 라우드 가의 가족여행이 링컨의 표에 달리게 되자, 두 파벌로 갈린 자매들이 링컨의 표를 서로 얻으려고 다툰다. |           |                                                              |                                    |                   |                 |           |                        |
| 6a | 6a        | "Sound of Silence" "조용한 세상"                             | 마이클 루비너                      | 조던 로사토       | 2016년 5월 19일 | 006       | 1.79                   |
| 자매들이 내는 소음을 들리지 않게 하려고 링컨이 한 짝의 귀마개를 산다. 그 계획은 롤라에게 실수로 약속을 하게 해 역효과를 낳는다. |           |                                                              |                                    |                   |                 |           |                        |
| 6b | 6b        | "Space Invader" "공포의 침입자"                              | 크리스 사비노 & 칼라 사카스 슈롭셔 | 크리스 사비노     | 2016년 5월 20일 | 002       | 1.74                   |
| 린과 루시가 다툰 이후, 링컨은 린을 자신의 방에서 하룻밤 잘 수 있도록 허락한다. 하지만 린은 링컨의 생각보다 보다 더 오래 머무르려 한다. |           |                                                              |                                    |                   |                 |           |                        |
| 7a | 7a        | "Picture Perfect" "완벽한 선물"                              | 스콧 크리머                        | 에드 베이커       | 2016년 5월 11일 | 005       | 1.87                   |
| 링컨은 부모님의 기념일에 "완벽한" 가족 사진을 선물로 주고 싶어한다. |           |                                                              |                                    |                   |                 |           |                        |
| 7b | 7b        | "Undie Pressure" "습관을 버려라!"                            | 알렉 쉼머                          | 비올레인 브리아트 | 2016년 5월 12일 | 009       | 1.77                   |
| 비가 오는 날, 링컨과 자매들은 서로 짜증나는 습관을 누가 더 오래 참는지 겨룬다. 질 경우, 링컨은 영원히 속옷만 입고 만화를 볼 수 없으며, 자매들은 링컨이 바라는 속옷을 사줘야 한다. |           |                                                              |                                    |                   |                 |           |                        |
| 8a | 8a        | "Linc or Swim" "혼자만의 수영장"                             | 칼라 사카스 슈롭셔                 | 조던 로사토       | 2016년 5월 13일 | 018       | 1.84                   |
| 라우드 형제들이 집 근처의 모든 공동 수영장에서 출입이 금지되자 링컨은 어린이용 튜브 수영장을 사서 뒷마당에서 혼자 사용하려고 한다. |           |                                                              |                                    |                   |                 |           |                        |
| 8b | 8b        | "Changing the Baby" "릴리 바꾸기 대작전"                     | 알렉 쉼머                          | 비올레인 브리아트 | 2016년 5월 18일 | 015       | 1.64                   |
| 자매들과 아무런 공통점이 없다고 느낀 링컨은 아직 아기인 릴리를 자신이 좋아하는 것들로 바꿔보려고 한다. |           |                                                              |                                    |                   |                 |           |                        |
| 9a | 9a        | "Overnight Success" "밤샘 파티"                              | 케빈 설리번                        | 대린 맥고완       | 2016년 7월 20일 | 019       | 2.15                   |
| 클라이드가 밤샘 파티를 위해 링컨네 집으로 온다. 클라이드가 밤샘 파티를 위해 짜둔 계획을 따르지 않고 자매들과 어울리자 링컨은 질투심이 생긴다. |           |                                                              |                                    |                   |                 |           |                        |
| 9b | 9b        | "Ties That Bind" "쫒겨나기는 싫어!"                          | 칼라 사카스 슈롭셔                 | 미겔 푸가         | 2016년 6월 7일  | 017       | 1.85                   |
| 링컨은 부모님의 말씀을 엿듣게 되고, 자식들을 유기하려는 계획을 세운다고 잘못 이해한다. 링컨과 형제들은 부모가 아버지의 넥타이를 두고 언쟁하고 있음을 전혀 알지 못한다. |           |                                                              |                                    |                   |                 |           |                        |
| 10a | 10a       | "Hand-Me-Downer" "물려받은 자전거"                           | 마이클 루비너                      | 에드 베이커       | 2016년 5월 16일 | 016       | 1.85                   |
| 로리에게 물려받은 분홍 자전거가 부끄러웠던 링컨은 대신 린의 BMX 자전거를 몰래 빌려탄다. 주: This episode was released on Nick.com and on digital platforms on April 15, 2016. |           |                                                              |                                    |                   |                 |           |                        |
| 10b | 10b       | "Sleuth or Consequences" "범인을 잡아라!"                    | 휘트니 웨타 & 새미 크롤리          | 카일 마샬         | 2016년 5월 17일 | 020       | 1.64                   |
| 화장실 변기를 막히게 만든 범인으로 몰린 링컨은 진짜 범인을 찾기 위해 분주한다. 주: 이 에피소드는 Nick.com에서 공개되었으며 2016년 4월 15일 디지털 포맷으로 공개되었다. |           |                                                              |                                    |                   |                 |           |                        |
| 11a | 11a       | "Butterfly Effect" "나비 효과"                               | 케빈 설리번                        | 비올레인 브리아트 | 2016년 6월 9일  | 021       | 1.93                   |
| 실수로 리사의 약물을 떨어뜨린 링컨은 일련의 예상치 못한 소동을 일으킨다. |           |                                                              |                                    |                   |                 |           |                        |
| 11b | 11b       | "The Green House" "에너지 절약 운동"                         | 밥 밋텐탈                          | 미겔 푸가         | 2016년 6월 8일  | 022       | 1.88                   |
| 링컨은 에너지 절약을 위해 가족들이 전기를 못 쓰게 유도한다. |           |                                                              |                                    |                   |                 |           |                        |
| 12a | 12a       | "Along Came a Sister" "거미를 보호하라!"                     | 칼라 사카스 슈롭셔                 | 조던 로사토       | 2016년 5월 4일  | 024       | 1.80                   |
| 링컨은 반의 애완동물인 타란툴라를 돌보는 일을 맡는다. 링컨은 거미 공포증이 있는 레니를 고려해 가족에게 들키게 하지 않으려 하나, 발각되어 버린다. |           |                                                              |                                    |                   |                 |           |                        |
| 12b | 12b       | "Chore and Peace" "집안일 나누기"                            | 알렉 슈위머                        | 에드 베이커       | 2016년 5월 4일  | 023       | 1.80                   |
| 쓰레기 버리는 일에 진절머리 난 링컨은 누군가 그와 일을 바꿔줄 때까지 파업을 한다. |           |                                                              |                                    |                   |                 |           |                        |
| 13a | 13a       | "For Bros About to Rock" "링컨의 첫 콘서트"                  | 알렉 슈위머                        | 대린 맥고완       | 2016년 6월 6일  | 025       | 1.82                   |
| 루나가 링컨과 클라이드의 첫 록 콘서트에서 동행한다. |           |                                                              |                                    |                   |                 |           |                        |
| 13b | 13b       | "It's a Loud, Loud, Loud, Loud, House" "숨겨진 돈을 찾아라!" | 크리스 사비노                      | 카일 마샬         | 2016년 6월 10일 | 026       | 1.70                   |
| 25센트를 두고 싸운 벌로 다락방을 청소하게 된 라우드 형제들. 링컨은 우연히 돈의 위치를 나타낸 낡은 문서를 찾아낸다. |           |                                                              |                                    |                   |                 |           |                        |
| 14a | 14a       | "Toads and Tiaras" "미인 대회에 나간 라나"                   | 휘트니 웨타 & 새미 크롤리          | 비올레인 브리아트 | 2016년 7월 21일 | 027       | 1.95                   |
| 롤라가 다쳐 "Miss Prim & Perfect" 미인 대회에 나갈 수 없게 되자 링컨은 대신 라나를 훈련시켜 대회에 내보내기로 한다. |           |                                                              |                                    |                   |                 |           |                        |
| 14b | 14b       | "Two Boys and a Baby" "릴리 돌보기 대작전"                   | 칼라 사카스 슈롭셔                 | 조던 코크         | 2016년 7월 19일 | 028       | 2.28                   |
| 링컨과 클라이드는 가족이 루스 이모댁에 방문하는 사이 릴리를 돌보는 일을 맡는다. |           |                                                              |                                    |                   |                 |           |                        |
| 15a | 15a       | "Cover Girls" "날 대신해 줘!"                                | 쉴라 스리니바스                    | 미겔 푸가         | 2016년 8월 1일  | 029       | 2.16                   |
| 링컨은 같은 때에 여자형제가 일을 떠맡기자 눈코 뜰 새 없이 바빠진다. |           |                                                              |                                    |                   |                 |           |                        |
| 15b | 15b       | "Save the Date" "링컨의 특별한 데이트"                       | 칼라 사카스 슈롭셔                 | 조던 로사토       | 2016년 8월 4일  | 030       | 1.99                   |
| 링컨이 로니 앤을 상처입혀 로리와 바비가 헤어질 위기에 처하자, 링컨과 로리는 바비와 그의 여동생 로니와 더블 데이트를 한다. |           |                                                              |                                    |                   |                 |           |                        |
| 16a | 16a       | "Attention Deficit" "관심이 필요해!"                         | 케빈 설리번                        | 대린 맥고완       | 2016년 8월 3일  | 031       | 2.00                   |
| 링컨은 자신을 자기 집보다 더 신경써주는 클라이드네 집에서 더 많은 시간을 보낸다. |           |                                                              |                                    |                   |                 |           |                        |
| 16b | 16b       | "Out on a Limo" "리무진 타는 남자"                           | 알렉 슈위머                        | 카일 마샬         | 2016년 8월 2일  | 032       | 2.21                   |
| 리무진 탑승권을 획득한 링컨은 상류층의 삶을 누리면서 인격이 바뀌어 버린다. |           |                                                              |                                    |                   |                 |           |                        |
| 17a | 17a       | "House Music" "가족 밴드"                                    | 케빈 설리번                        | 비올레인 브리아트 | 2016년 7월 18일 | 033       | 1.94                   |
| 가족 유원지에서 열리는 장기자랑에 형제들을 내보내려고 하는 링컨은 밴드 결성을 마음먹는다. 척에게서 믹 스웨거가 인재를 찾아 구경온다는 말을 들은 루나는 가족 밴드를 전두지휘하며 훈련한다. |           |                                                              |                                    |                   |                 |           |                        |
| 17b | 17b       | "The Adventures of Wheels" "라이트닝 라우드 맥퀸"            | 알렉 슈위머                        | 조던 코치         | 2016년 7월 22일 | 034       | 1.80                   |
| 인간은 존재하지 않고 대신 차들이 의인화되어 완벽한 세계관을 이루고 있는 세상에서 자뻑에 취한 레이싱카인 라이트닝 맥퀸이 어쩌다 레디에이터 스프링스라는 시골동네에 발이 묶여 지내는 동안 그동안의 잘못을 깨닫고 급 착해진다는 스토리이다. 또 바쁘게 사는 일상에서 놓치고 살아가는 소중한 것들을 돌아보자는 교훈도 곁가지로 들어가 있다. 잘 알려지진 않았지만 마이클 J 폭스 주연의 할리우드 의사(Doc Hollywood)라는 영화와 스토리가 거의 비슷한데 모티브를 이 영화에서 따온듯.[1] 후반부가 감동적이고 잘짜여진 스토리에 매력적인 캐릭터들로 이루어져 픽사 레전드 명작들 중에서도 평가가 상당히 좋은 편. 은근히 심오한 내용들이 있는데 대표적으로 차들이 국도로 다니다가 고속도로의 개통으로 인해 레디에이터 스프링스를 지나치는 이야기는 효율성만 중요시하는 현대 자본주의사회의 문제점을 꼬집었다고 할 수 있다. 이런 내용은 시리즈의 완결작인 3탄에서, 레이싱 외적인 거대 스폰서로 대변되는 자본주의에 대한 비판으로 이어진다. |           |                                                              |                                    |                   |                 |           |                        |

### 시즌 2 (2016–17)
| 전체 번호                                                                                            | 시즌 번호 | 원제 한국어판 제목                                          | 작가                                       | 스토리보드   | 본 방송 날짜     | 제작 번호 | 미국 시청자 수 (100만) |
| --- | --------- | ----------------------------------------------------------- | ------------------------------------------ | ------------ | ---------------- | --------- | ---------------------- |
| 1 | 1         | "11 Louds a Leaping" "라우드 가족의 크리스마스"             | Sammie Crowley, Whitney Wetta, 케빈 설리번 | Chris Savino | 2016년 11월 25일 | 201       | 정보 없음              |
| 라우드 가족 모두가 크리스마스를 준비하던 중, 링컨에게 생각지도 못한 일이 벌어진다                    |           |                                                             |                                            |              |                  |           |                        |
| 2a                                                                                                   | 2a        | "Intern for the Worse" "최악의 직업 체험"                   | 추후 공개                                  | 추후 공개    | 추후 공개        | 202       | 추후 공개              |
| 링컨과 클라이드 둘 다 플립 가게의 인턴으로 지원하자, 매니저 직함을 놓고 둘 사이에 긴장감이 높아진다. |           |                                                             |                                            |              |                  |           |                        |
| 2b                                                                                                   | 2b        | "The Old and The Restless" "할아버지는 청춘"                | 추후 공개                                  | 추후 공개    | 추후 공개        | 202       | 추후 공개              |
| 할아버지가 따분한 양로원 생활에 순응하게 되자, 링컨은 할아버지의 젊은 나날들을 상기시켜주려 한다.    |           |                                                             |                                            |              |                  |           |                        |
| 3a                                                                                                   | 3a        | "Baby Steps" "오빠 연습"                                    | 추후 공개                                  | 추후 공개    | 추후 공개        | 203       | 추후 공개              |
| 3b                                                                                                   | 3b        | "Brawl in the Family" "자매 싸움 규칙"                      | 추후 공개                                  | 추후 공개    | 추후 공개        | 203       | 추후 공개              |
| 4a                                                                                                   | 4a        | "Suite and Sour" "소란스러운 휴가"                          | 추후 공개                                  | 추후 공개    | 추후 공개        | 204       | 추후 공개              |
| 4b                                                                                                   | 4b        | "Back in Black" "사랑에 빠진 루시"                          | 추후 공개                                  | 추후 공개    | 추후 공개        | 204       | 추후 공개              |
| 5a                                                                                                   | 5a        | "Making The Grade" "동급생이 된 리사"                       | 추후 공개                                  | 추후 공개    | 추후 공개        | 205       | 추후 공개              |
| 5b                                                                                                   | 5b        | "Vantastic Voyage" "아빠의 새 자동차"                       | 추후 공개                                  | 추후 공개    | 추후 공개        | 205       | 추후 공개              |
| 6a                                                                                                   | 6a        | "Patching Things Up" "쌍둥이 자매의 도전"                   | 추후 공개                                  | 추후 공개    | 추후 공개        | 206       | 추후 공개              |
| 6b                                                                                                   | 6b        | "Cheater by the Dozen" "바람둥이를 잡아라!"                 | 추후 공개                                  | 추후 공개    | 추후 공개        | 206       | 추후 공개              |
| 7a                                                                                                   | 7a        | "Lock n Loud" "도둑을 막아라"                               | 추후 공개                                  | 추후 공개    | 추후 공개        | 207       | 추후 공개              |
| 7b                                                                                                   | 7b        | "The Whole Picture" "사진첩 다시 만들기"                    | 추후 공개                                  | 추후 공개    | 추후 공개        | 207       | 추후 공개              |
| 8a                                                                                                   | 8a        | "No Such Luck" "링컨은 불운아"                              | 추후 공개                                  | 추후 공개    | 추후 공개        | 208       | 추후 공개              |
| 8b                                                                                                   | 8b        | "Frog Wild" "개구리 구출 작전"                              | 추후 공개                                  | 추후 공개    | 추후 공개        | 208       | 추후 공개              |
| 9a                                                                                                   | 9a        | "Kick the Bucket List" "봄방학 리스트"                      | 추후 공개                                  | 추후 공개    | 추후 공개        | 209       | 추후 공개              |
| 9b                                                                                                   | 9b        | "Party Down" "로리의 파티"                                  | 추후 공개                                  | 추후 공개    | 추후 공개        | 209       | 추후 공개              |
| 10a                                                                                                  | 10a       | "Fed Up" "피자 먹기 대작전"                                 | 추후 공개                                  | 추후 공개    | 추후 공개        | 210       | 추후 공개              |
| 10b                                                                                                  | 10b       | "Shell Shock" "달걀 아기 돌보기"                            | 추후 공개                                  | 추후 공개    | 추후 공개        | 210       | 추후 공개              |
| 11a                                                                                                  | 11a       | "Pulp Friction" "에이스 새비 공모전"                        | 추후 공개                                  | 추후 공개    | 추후 공개        | 211       | 추후 공개              |
| 11b                                                                                                  | 11b       | "Pets Peeved" "동물들의 모험"                               | 추후 공개                                  | 추후 공개    | 추후 공개        | 211       | 추후 공개              |
| 12a                                                                                                  | 12a       | "Potty Mouth" "릴리의 말버릇"                               | 추후 공개                                  | 추후 공개    | 추후 공개        | 212       | 추후 공개              |
| 12b                                                                                                  | 12b       | "L is for Love" "고백 편지"                                 | 추후 공개                                  | 추후 공개    | 추후 공개        | 212       | 추후 공개              |
| 13                                                                                                   | 13        | "The Loudest Mission: Relative Chaos" "외갓집에 간 로니 앤" | 추후 공개                                  | 추후 공개    | 추후 공개        | 213       | 추후 공개              |
| 14a                                                                                                  | 14a       | "Out of the Picture" "학년 사진 만들기"                     | 추후 공개                                  | 추후 공개    | 추후 공개        | 214       | 추후 공개              |
| 14b                                                                                                  | 14b       | "Room with a Feud" "완벽한 룸메이트"                        | 추후 공개                                  | 추후 공개    | 추후 공개        | 214       | 추후 공개              |
| 15a                                                                                                  | 15a       | "Back Out There" "링컨의 이별 후유증"                       | 추후 공개                                  | 추후 공개    | 추후 공개        | 215       | 추후 공개              |
| 15a                                                                                                  | 15b       | "Spell It Out" "루시의 마법"                                | 추후 공개                                  | 추후 공개    | 추후 공개        | 215       | 추후 공개              |
| 16a                                                                                                  | 16a       | "Fool's Paradise" "공포의 만우절"                           | 추후 공개                                  | 추후 공개    | 추후 공개        | 216       | 추후 공개              |
| 16b                                                                                                  | 16b       | "Job Insecurity" "직장 구하기 대작전"                       | 추후 공개                                  | 추후 공개    | 추후 공개        | 216       | 추후 공개              |
| 17a                                                                                                  | 17a       | "ARGGH! You for Real?" "'으아아쇼' 체험기"                  | 추후 공개                                  | 추후 공개    | 추후 공개        | 217       | 추후 공개              |
| 17b                                                                                                  | 17b       | "Garage Banned" "로리의 독립"                               | 추후 공개                                  | 추후 공개    | 추후 공개        | 217       | 추후 공개              |
| 18a                                                                                                  | 18a       | "Change of Heart" "클라이드의 변심"                         | 추후 공개                                  | 추후 공개    | 추후 공개        | 218       | 추후 공개              |
| 18b                                                                                                  | 18b       | "Health Kicked" "체력 훈련"                                 | 추후 공개                                  | 추후 공개    | 추후 공개        | 218       | 추후 공개              |
| 19a                                                                                                  | 19a       | "Future Tense" "미래를 위하여"                              | 추후 공개                                  | 추후 공개    | 추후 공개        | 219       | 추후 공개              |
| 19b                                                                                                  | 19b       | "Lynner Takes All" "린을 이겨라!"                           | 추후 공개                                  | 추후 공개    | 추후 공개        | 219       | 추후 공개              |
| 20a                                                                                                  | 20a       | "Yes Man" "설득의 제왕"                                     | 추후 공개                                  | 추후 공개    | 추후 공개        | 220       | 추후 공개              |
| 20b                                                                                                  | 20b       | "Friend or Faux?" "친구 사귀기"                             | 추후 공개                                  | 추후 공개    | 추후 공개        | 220       | 추후 공개              |
| 21a                                                                                                  | 21a       | "No Laughing Matter" "루안과 코미디언 대회"                 | 추후 공개                                  | 추후 공개    | 추후 공개        | 221       | 추후 공개              |
| 21b                                                                                                  | 21b       | "No Spoilers" "깜짝 파티 대작전"                            | 추후 공개                                  | 추후 공개    | 추후 공개        | 221       | 추후 공개              |
| 22a                                                                                                  | 22a       | "Legends" "신비한 사원의 전설"                              | 추후 공개                                  | 추후 공개    | 추후 공개        | 222       | 추후 공개              |
| 22b                                                                                                  | 22b       | "Mall of Duty" "사인을 받아라!"                             | 추후 공개                                  | 추후 공개    | 추후 공개        | 222       | 추후 공개              |
| 23                                                                                                   | 23        | "Tricked" "공포의 핼러윈"                                   | 추후 공개                                  | 추후 공개    | 추후 공개        | 223       | 추후 공개              |
| 24a                                                                                                  | 24a       | "Read Aloud" "독서 이야기"                                  | 추후 공개                                  | 추후 공개    | 추후 공개        | 224       | 추후 공개              |
| 24b                                                                                                  | 24b       | "Not A Loud" "출생의 비밀"                                  | 추후 공개                                  | 추후 공개    | 추후 공개        | 224       | 추후 공개              |
| 25a                                                                                                  | 25a       | "The Crying Dame" "공포의 여우 인형"                        | 추후 공개                                  | 추후 공개    | 추후 공개        | 225       | 추후 공개              |
| 25b                                                                                                  | 25b       | "Anti-Social" "휴대폰 중독"                                 | 추후 공개                                  | 추후 공개    | 추후 공개        | 225       | 추후 공개              |
| 26a                                                                                                  | 26a       | "Snow Way Down" "눈 속에 갇히다!"                           | 추후 공개                                  | 추후 공개    | 추후 공개        | 226       | 추후 공개              |
| 26b                                                                                                  | 26b       | "Snow Way Out" "클라이드의 독립선언"                        | 추후 공개                                  | 추후 공개    | 추후 공개        | 226       | 추후 공개              |

### 시즌 3 (2018-19)
| 전체 번호                                         | 시즌 번호 | 원제 한국어판 제목                             | 작가                                          | 스토리보드                  | 본 방송 날짜 | 제작 번호 | 미국 시청자 수 (100만) |
| ------------------------------------------------- | --------- | ---------------------------------------------- | --------------------------------------------- | --------------------------- | ------------ | --------- | ---------------------- |
| 1                                                 | 1         | "Tripped!" "링컨 가족의 수상한 휴가"           | Sammie Crowley, Whitney Wetta, Kevin Sullivan | Kyle Marshall, Chris Savino | 추후 공개    | 301       | 추후 공개              |
| 링컨네 가족이 휴가가는 길에 많은 사건이 발생한다. |           |                                                |                                               |                             |              |           |                        |
| 2a                                                | 2a        | "WhiteHare" "토끼가 된 링컨"                   | 추후 공개                                     | 추후 공개                   | 추후 공개    | 302       | 추후 공개              |
| 2b                                                | 2b        | "Insta-gran" "할아버지의 여자 친구"            | 추후 공개                                     | 추후 공개                   | 추후 공개    | 302       | 추후 공개              |
| 3a                                                | 3a        | "Roadie to Nowhere" "록스타가 될 거야!"        | 추후 공개                                     | 추후 공개                   | 추후 공개    | 303       | 추후 공개              |
| 3b                                                | 3b        | "A Fridge too Far" "아빠의 요리"               | 추후 공개                                     | 추후 공개                   | 추후 공개    | 303       | 추후 공개              |
| 4a                                                | 4a        | "Selfie for Improvement" "셀카 전쟁"           | 추후 공개                                     | 추후 공개                   | 추후 공개    | 304       | 추후 공개              |
| 4b                                                | 4b        | "No Place Like Homeschool" "홈스쿨링은 어려워" | 추후 공개                                     | 추후 공개                   | 추후 공개    | 304       | 추후 공개              |
| 5a                                                | 5a        | "City Slickers" "도시인은 어려워!"             | 추후 공개                                     | 추후 공개                   | 추후 공개    | 305       | 추후 공개              |
| 5b                                                | 5b        | "Fool Me Twice" "루안을 속여라!"               | 추후 공개                                     | 추후 공개                   | 추후 공개    | 305       | 추후 공개              |
| 6a                                                | 6a        | "Net Gains" "진정한 챔피언"                    | 추후 공개                                     | 추후 공개                   | 추후 공개    | 306       | 추후 공개              |
| 6b                                                | 6b        | "Pipe Dreams" "비밀 화장실"                    | 추후 공개                                     | 추후 공개                   | 추후 공개    | 306       | 추후 공개              |
| 7a                                                | 7a        | "Fandom Pains" "우울한 흡혈귀들"               | 추후 공개                                     | 추후 공개                   | 추후 공개    | 307       | 추후 공개              |
| 7b                                                | 7b        | "Rita Her Rights" "엄마도 휴식이 필요해!"      | 추후 공개                                     | 추후 공개                   | 추후 공개    | 307       | 추후 공개              |
| 8a                                                | 8a        | "Teachers' Union" "체육선생님의 데이트"        | 추후 공개                                     | 추후 공개                   | 추후 공개    | 308       | 추후 공개              |
| 8b                                                | 8b        | "Head Poets Anxiety" "루시의 암송회"           | 추후 공개                                     | 추후 공개                   | 추후 공개    | 308       | 추후 공개              |
| 9a                                                | 9a        | "The Mad Scientist" "연구소로 간 리사"         | 추후 공개                                     | 추후 공개                   | 추후 공개    | 309       | 추후 공개              |
| 9b                                                | 9b        | "Missed Connection" "장거리 연예는 어려워"     | 추후 공개                                     | 추후 공개                   | 추후 공개    | 309       | 추후 공개              |
| 10a                                               | 10a       | "Deal Me Out" "안녕, 에이스 세비"              | 추후 공개                                     | 추후 공개                   | 추후 공개    | 310       | 추후 공개              |
| 10b                                               | 10b       | "Friendzy" "친구카드"                          | 추후 공개                                     | 추후 공개                   | 추후 공개    | 310       | 추후 공개              |
| 11a                                               | 11a       | "Pasture Bedtime" "농장 파티"                  | 추후 공개                                     | 추후 공개                   | 추후 공개    | 311       | 추후 공개              |
| 11b                                               | 11b       | "Shopgirl" "레니의 변신"                       | 추후 공개                                     | 추후 공개                   | 추후 공개    | 311       | 추후 공개              |
| 12a                                               | 12a       | "Gown and Out" "롤라의 도전"                   | 추후 공개                                     | 추후 공개                   | 추후 공개    | 312       | 추후 공개              |
| 12b                                               | 12b       | "Breaking Dad" "상처받은 아빠"                 | 추후 공개                                     | 추후 공개                   | 추후 공개    | 312       | 추후 공개              |
| 13a                                               | 13a       | "Ruthless People" "해충을 피해서"              | 추후 공개                                     | 추후 공개                   | 추후 공개    | 313       | 추후 공개              |
| 13b                                               | 13b       | "What Would Lincoln Do?" "목공은 어려워"       | 추후 공개                                     | 추후 공개                   | 추후 공개    | 313       | 추후 공개              |
| 14a                                               | 14a       | "Scales of Justice" "물꼬 부부 구하기 대작전"  | 추후 공개                                     | 추후 공개                   | 추후 공개    | 314       | 추후 공개              |
| 14b                                               | 14b       | "Crimes of Fashion" "탐정이 된 링컨"           | 추후 공개                                     | 추후 공개                   | 추후 공개    | 314       | 추후 공개              |
| 15a                                               | 15a       | "Absent Minded" "5총사의 대결"                 | 추후 공개                                     | 추후 공개                   | 추후 공개    | 315       | 추후 공개              |
| 15b                                               | 15b       | "Be Stella My Heart" "물꼬 부부 구하기 대작전" | 추후 공개                                     | 추후 공개                   | 추후 공개    | 315       | 추후 공개              |
| 16a                                               | 16a       | "Sitting Bull"                                 | 추후 공개                                     | 추후 공개                   | 추후 공개    | 316       | 추후 공개              |
| 16b                                               | 16b       | "The Spies Who Loved Me" "나를 사랑한 스파이"  | 추후 공개                                     | 추후 공개                   | 추후 공개    | 316       | 추후 공개              |

### 시즌 4 (2019-20)
| 전체 번호 | 시즌 번호 | 원제 한국어판 제목                                                      | 작가      | 스토리보드 | 본 방송 날짜 | 제작 번호 | 미국 시청자 수 (100만) |
| --------- | --------- | ----------------------------------------------------------------------- | --------- | ---------- | ------------ | --------- | ---------------------- |
| 1         | 1         | "Friended with the Casagrandes!" "로니 앤의 새 친구"                    | 추후 공개 | 추후 공개  | 추후 공개    | 401       | 추후 공개              |
| 2a        | 2a        | "Power Play with the Casagrandes!" "비밀 클럽"                          | 추후 공개 | 추후 공개  | 추후 공개    | 추후 공개 | 추후 공개              |
| 2b        | 2b        | "Room for Improvement with the Casagrandes!" "절약 대작전"              | 추후 공개 | 추후 공개  | 추후 공개    | 추후 공개 | 추후 공개              |
| 3a        | 3a        | "Roll Model with the Casagrandes!" "칼의 우상"                          | 추후 공개 | 추후 공개  | 추후 공개    | 추후 공개 | 추후 공개              |
| 3b        | 3b        | "No Show with the Casagrandes!" "드라마에 빠진 로니 앤"                 | 추후 공개 | 추후 공개  | 추후 공개    | 추후 공개 | 추후 공개              |
| 4a        | 4a        | "Face the Music with the Casagrandes!" "로니 앤의 쿠카부라"             | 추후 공개 | 추후 공개  | 추후 공개    | 추후 공개 | 추후 공개              |
| 4b        | 4b        | "Pranks for the Memories with the Casagrandes!" "로니 앤의 무대 공포증" | 추후 공개 | 추후 공개  | 추후 공개    | 추후 공개 | 추후 공개              |
| 5a        | 5a        | "Store Wars with the Casagrandes!" "슈퍼마켓 대전쟁"                    | 추후 공개 | 추후 공개  | 추후 공개    | 추후 공개 | 추후 공개              |
| 5b        | 5b        | "Lucha Fever with the Casagrandes!" "시상식과 프로레슬링"               | 추후 공개 | 추후 공개  | 추후 공개    | 추후 공개 | 추후 공개              |
| 6a        | 6a        | "Washed Up!" "무인도 표류기"                                            | 추후 공개 | 추후 공개  | 추후 공개    | 추후 공개 | 추후 공개              |
| 6b        | 6b        | "Recipe for Disaster!" "아빠의 요리책"                                  | 추후 공개 | 추후 공개  | 추후 공개    | 추후 공개 | 추후 공개              |